# Romanat
Romanatul (plural romanați) sau român (plural români) a fost o monedă propusă a Principatelor Unite ale Moldovei și Țării Românești, precursor al României. A fost împărțit în 10 decimi (singular: decime) sau bani (singular ban) și 100 de sutimi (singular: sutime) sau bănișori (singular: bănișor).

## Etimologie
„Român”, una dintre denumirile propuse ale monedei, este forma masculin singular a substantivului care înseamnă „român”. „Romanat” este derivat din același substantiv. Numele au fost inspirate de francul francez. Ion Heliade Rădulescu și Dionisie Pop Martian s-au opus denumirii de „român” din cauza potențialelor construcții confuze precum „o sută de români pe un bou”. 

## Istorie
În prima jumătate a secolului al XIX-lea, în principatele Moldovei și Țării Românești circulau peste 70 de tipuri de monede străine. Acestea erau în principal monede din țările vecine: Imperiul Austriac, Ungaria, Imperiul Rus, Uniunea statală polono-lituaniană și Imperiul Otoman, dar și din Țările de Jos, Franța, Anglia și alte state europene. Chiar și monede care nu mai aveau curs legal în statele emitente erau acceptate în circulație în principatele române. Monedele străine au avut un efect negativ asupra economiei locale, iar cursul de schimb a fluctuat constant.
Prima încercare de a reglementa politica monetară a fost redactată în Regulamentul Organic, o lege cvasi-constituțională adoptată în 1830. Legea a introdus o nouă unitate de cont, numită leu, după talerul de leu olandez, care circulase de multă vreme în principatele dunărene. Ducatul de aur era echivalent cu 31 de lei și 20 de parale, iar moneda de argint austriacă de 20 de creițari era echivalentă cu 2 lei și 10 parale. Mai multe încercări de a introduce o moneda fizică au eșuat înainte de 1867.
Una dintre aceste încercări, datând din 1859 până în 1860, a fost inițiată de Alexandru Ioan Cuza, ales Domnitor al Principatelor Unite. Consulul Imperiului Francez la Iași, Victor Place, un filo-român, a susținut proiectul, iar domnitorul a reușit să obțină un împrumut de 60 de milioane de franci pentru finanțarea procesului de batere. Cu sprijinul său, sistemul monetar zecimal al Franței a fost adoptat, iar monedele urmau să fie bătute la Paris. Unitatea monetară, după modelul francului francez, urma să se numească român sau romanat.
În august 1860, Comisia Centrală din Focșani a emis un proiect legislativ pentru emiterea de romanați din argint în greutate de cinci grame. Un alt proiect a fost propus în 1861, acordând prioritate baterii monedelor de cupru. Cel de-al treilea și ultim proiect legislativ datează din anul 1864, în care se stipulează denumirile care se vor bate: monede de aur de 20 și 10 romanați; monede de argint de 5, 1 și 1⁄2 romanați; și monede de bronz de 10, 5 și 1 sutimi.
Cu toate acestea, formal, Moldova și Țara Românească erau încă vasali ai Imperiului Otoman. Această situație s-a schimbat abia în 1877, după Războiul de Independență al României. În acest context, puterile vest-europene, și în special împăratul Napoleon al III-lea, nu au putut să susțină pe deplin introducerea proiectului monedei, din cauza unui potențial conflict cu Imperiul Otoman.

## Probe
O primă serie de probe a fost desenată în 1860 de numismatistul francez Adrien Prévost de Longpérier, curator la cabinetul de numismatică al Muzeului Luvru, prieten cu Victor Place. În 1864, o a doua încercare a dus la baterea unei probe de cinci sutimi. O proba de zece sutimi din 1864 ar mai putea exista, dar aceasta nu a fost confirmată.
Gravorul și monetăria acestei probe nu sunt cunoscute cu certitudine. „AG” apare pe aversul probei și ar putea reprezenta „Atelier de Gravure” din Paris. Între 1855 și 1878, gravorul șef al monetăriei din Paris a fost Albert Désiré Barre. Dar emblema sa, ancora, lipsește din această probă. O altă teorie este că inițialele sunt de fapt „AC”, pentru Armand Auguste Caqué (1793-1881). Dar acesta s-a semnat regulat „CAQUE F” și nu „AC”.

## Comemorări
Pe 25 aprilie 2007, cu ocazia împlinirii a 140 de ani de la înființarea Sistemului Monetar Românesc, Banca Națională a României a lansat trei emisiuni numismatice, printre care și un set de 3 medalii din aur, argint și tombac cuprat, care reproduc desenele proiectelor monedelor pe care intenționa să le emită Alexandru Ioan Cuza în 1860;

Caracteristicile medaliilor din aur, argint și tombac cuprat sunt următoarele:
Medalia din aur "20 ROMÂNI"
formă: rotundă;
diametru: 21 mm;
titlu: 900/1000;
greutate: 6,452 g;
calitate: B.U.;
margine: zimțată;
Aversul conține, în centru, în scuturi ovale, stemele Moldovei și Munteniei, reunite sub o singură coroană, la exterior, inscripția circulară "ALECSANDRU JOAN - DOMNUL MOLDOVEI SI VALAHIEI", iar lângă chenar, un cerc perlat.
Reversul prezintă, în centru, inscripția "20 ROMANI" și milesimul 1860, totul într-o ghirlandă de laur, la exterior, inscripția "PRINCIPATELE UNITE", iar lângă chenar, un cerc perlat.

Medalia din argint "5 ROMÂNI"
formă: rotundă;
diametru: 37 mm;
titlu: 925/1000;
greutate: 25 g;
calitate: B.U .;
margine: zimțată;
Aversul prezintă, în centru, stema Principatelor Unite în hlamidă timbrată de o coroană, la exterior, inscripția circulară "ALECSANDRU JOAN DOMNUL MOLDOVEI SI VALAHIEI", iar lângă chenar, un cerc perlat.
Reversul conține, în centru, inscripția "5 ROMANI" și milesimul 1860, totul într-o ghirlandă de laur, la exterior, sus și jos, inscripțiile în arc de cerc "PRINCIPATELE UNITE" și "PRIN UNIRE LA PROPASIRE", iar lângă chenar, un cerc perlat.

Medalia din tombac cuprat "10 CENTIME":
formă: rotundă;
diametru: 30 mm;
greutate: 10 g;
calitate: B.U.;
margine: netedă;
Aversul prezintă, în centru, stema Principatelor Unite în scut dublu timbrat de o coroană, la exterior, inscripția circulară "ALECSANDRU JOAN DOMNUL MOLDOVEI SI VALAHIEI", lângă chenar, un cerc perlat.
Reversul conține, în centru, inscripția "10 CENTIME" și milesimul 1860, totul într-un cerc, la exterior, inscripția "PRINCIPATELE UNITE", lângă chenar, un cerc perlat.